# ラ・フォルビーの戦い
ラ・フォルビーの戦い (英語: Battle of La Forbie) あるいはヒルビヤの戦い (アラビア語エジプト方言: معركة الحربيه) は、1244年10月17日から18日にかけてに起こった、エルサレム王国を中心に十字軍による騎士修道会やアイユーブ朝から離反したダマスカス、ホムス、カラク等の都市による連合軍と、アイユーブ朝スルタンのアル＝マリク・アル＝サーリフ率いるエジプト軍とホラズム傭兵による援軍の間で起こった戦いである。 

## 背景
1244年8月のホラズムによるエルサレム攻囲戦 (1244年)は、キリスト教国とイスラム教国の間で大きな警鐘を鳴らす結果となった。
エジプトのイスラム教国に対して防御を固めるため、アイユーブ朝から離反したホムスの総督アル・マンスール・イブラヒムとカラク城を統治するナースィル・ダウドは、テンプル騎士団、聖ヨハネ騎士団、ドイツ騎士団、聖ラザロ騎士団、およびエルサレム王国の残存兵力と同盟した。
2つの軍は、ラ･フォルビー (ヒルビヤ) の地 (ガザの北東の小さな村) で会合した。
同盟軍側では、アル・マンスールが2,000の騎兵隊とダマスカスからの分遣隊を指揮する立場に着いた。エルサレム総主教のナントのロバートやティルス領主でエルサレム王国の将校でもあったモンフォールのフィリップらもいたが、全てのキリスト教騎士団の指揮はヤッファとアスカロン伯国のブリエンヌ伯ゴーティエ4世に与えられた。キリスト教軍は1,000の騎兵隊と6,000の歩兵隊で構成されていた。トランスヨルダン人の軍はサンクール・アル・ザハリとアル・ワジリの指揮下に約2,000騎のベドウィン騎兵で構成された。一方、兵力でわずかに劣っていたエジプト軍は、マムルーク朝の将校バイバルスによって指揮された。
アル・マンスールは同盟軍に彼らの陣の防備を固めて守勢をとり、不利な状況に置かれたホラズム軍が規律を乱して分散し、エジプト軍から去るのを待つべきだと薦めた。しかし、十字軍国家 (ウトラメール) にとっては珍しく兵力で優位に立っているという状況で、全体の指揮を執っていたゴーティエ4世は戦いを避けるつもりは無かった。同盟軍の配置は、キリスト教軍が海岸沿いの右翼、ホムス総督とダマスカスの軍が中央、ベドウィンの軍が左翼へと布陣した。

## 戦闘
戦闘は10月17日の朝に始まり、キリスト教騎士団が繰り返しエジプト軍を襲い、戦線を押し下げるべく奮戦した。エジプト軍は、陣地を死守した。10月18日朝、バイバルスは戦闘を再開し、同盟軍の中央のダマスカス軍に対してホラズム傭兵を投入した。彼らの凄まじい攻撃によって戦線中央は崩壊し、次に彼らは同盟軍左翼へと転身し、ベドウィン軍をバラバラに切り刻んだ。総督隷下の騎兵は頑として戦線を保ったもののほとんどが全滅した。アル・マンスールは、わずかに生き残った全軍280人の生存者と、戦場から離脱した。
正面のエジプト軍に加えて脇腹をホラズム傭兵に脅かされた状態に陥り、十字軍側は正面に向き合っているマムルーク軍を攻撃して最初は成功して戦線を押し戻し、バイバルスにわずかな不安をもたらした。ホラズム傭兵が組織されていない歩兵で守られたキリスト教軍の背面および側面に攻撃を仕掛けたことにより、彼らの強襲は徐々に勢いを失った。それでも充分に武装した騎士団は頑強に戦い続け、彼らの抵抗が衰えるにはなお数時間を要した。
5,000人以上の十字軍騎士が死亡した。ゴーティエ4世、聖ヨハネ騎士団の隊長だったシャトー・ヌフのウィリアム、トリポリの城主を含む800人の捕虜が連行された。騎士団の兵のうち、わずか33人のテンプル騎士団員、27人の聖ヨハネ騎士団員、3人のドイツ騎士団員だけが生き残った。モンフォールのフィリップとエルサレム総主教ナントのロバートもアシュケロンに逃げた。しかし、テンプル騎士団の総長アルマン・ド・ペリゴール、テンプル騎士団の元帥、ティルスの大司教、ロードとラムラ (聖ジョージ)の司教、バトラウンの領主でボエモンの息子ジョンとウィリアムらは全員死亡した。

## 戦後の動き
1245年の第1リヨン公会議で教皇インノケンティウス4世は新たな十字軍 (第7回) を召集したが、西欧諸国の軍が聖地に大軍を送り込むことは二度決してなかった。エルサレム王国は、ラ･フォルビーの戦いの余波で最もひどく損害を受けた。ヒッティーンの戦い以来、大軍を催すことが出来なかったが、二度と決して攻撃的な活動を行うことができなくなった。ホラズム傭兵はエジプトと仲違いをした後、1246年にアル・マンスール・イブラヒムによってホムス郊外で打ち破られた。これによってアイユーブ朝に長続きする成功をもたらさなかった。バイバルス (後にマムルーク朝のスルタンになった "バイバルス・アル＝ブンドクダーリー" とは同名の別人) は、ホラズム傭兵側に加わり、後にアイユーブ軍のサーリフに逮捕され、牢獄で死亡した。
ヒッティーンの戦いがエルサレムの陥落に至った大きな象徴的重要事であったのと同様に、ウトラメールでキリスト教戦力の崩壊を真に決定付けたのはラ･フォルビーの戦いだった。

## 創作
- ラ･フォルビーの戦いでの出来事が小説の背景に用いられている。 "The Sowers of the Thunder",  ロバート・E・ハワード.